# Krokamargit
Krokamargit is een Zweeds eiland behorend tot de Pite-archipel. Het eiland ligt in een baai (Margitviken) tussen Nötön en Renön, daar waar die beide eilanden nog geen kilometer zuidelijker permanent aan elkaar zijn gegroeid. Krokamargit heeft geen oeververbinding en er staan enkele zomerhuisjes op.